# NGC 6806
NGC 6806 ist eine Balken-Spiralgalaxie vom Hubble-Typ SBc im Sternbild Schütze am Südsternhimmel. Sie ist schätzungsweise 271 Millionen Lichtjahre von der Milchstraße entfernt.
Das Objekt wurde am 5. September 1834 von John Herschel mit seinem 18,7-Zoll-Spiegelteleskop entdeckt und später von Johan Dreyer in seinen New General Catalogue aufgenommen.